# Pseudophilautus decoris
Pseudophilautus decoris är en groddjursart som beskrevs av Kelum Manamendra-Arachchi och Rohan Pethiyagoda 2005. Pseudophilautus decoris ingår i släktet Pseudophilautus och familjen trädgrodor. Inga underarter finns listade i Catalogue of Life.
Denna groda förekommer i Sinharaja skogsreservat i sydvästra Sri Lanka. Utbredningsområdet är endast 50 km² stort. Det ligger vid cirka 1050 meter över havet. Grodan vistas i fuktiga skogar och i kardemummaodlingar. Hannarnas läten hörs oftast under natten när de sitter på buskarnas blad cirka 30 till 200 cm ovanför marken. Honor gräver jordhålor för att gömma äggen. Grodynglens metamorfos sker inuti ägget. Nykläckta ungar har samma utseende som de vuxna exemplaren.
Beståndet hotas av skogens omvandling till odlingsmark och av skogsbruk. Hela populationen minskar. IUCN listar arten som akut hotad (CR).